# 斯科訥公爵奧斯卡王子
奧斯卡·卡爾·奧洛夫（瑞典語：Oscar Carl Olof，2016年3月2日—），是一位瑞典王子，他是維多利亞女王儲和丹尼爾親王的第二个孩子，為瑞典第三順位的王位繼承人。他有一名姊姊艾絲黛拉公主。根據瑞典憲法，由於他不是父母的首個孩子，因此王位繼承權順序低於他姊姊艾絲黛拉公主。

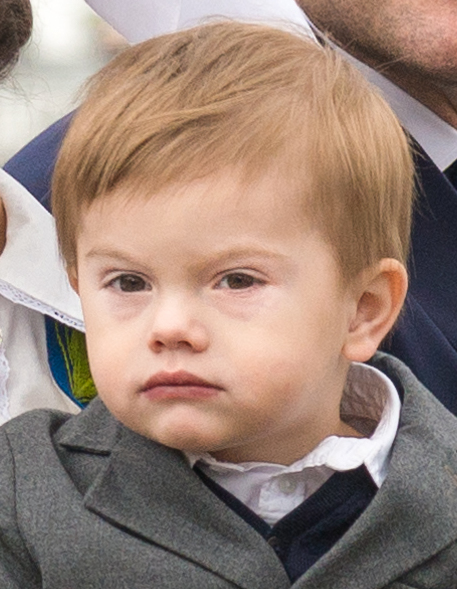
奧斯卡王子 2018年

奧斯卡王子在2016年3月2日出生於卡羅琳大學醫院，出生时身高52厘米，体重3.655公斤。封號為斯科訥公爵（Hertig av Skåne）。他的外公是瑞典國王卡尔十六世·古斯塔夫，舅舅是卡尔·菲利普王子，阿姨是馬德琳公主。

## 頭銜
- 2016年3月2日至今: 奧斯卡，瑞典王子及斯科訥公爵殿下（Hans Kunglig Höghet Prins Oscar av Sverige, Hertig av Skåne）